# Legoland
Pour les articles homonymes, voir Legoland (homonymie).

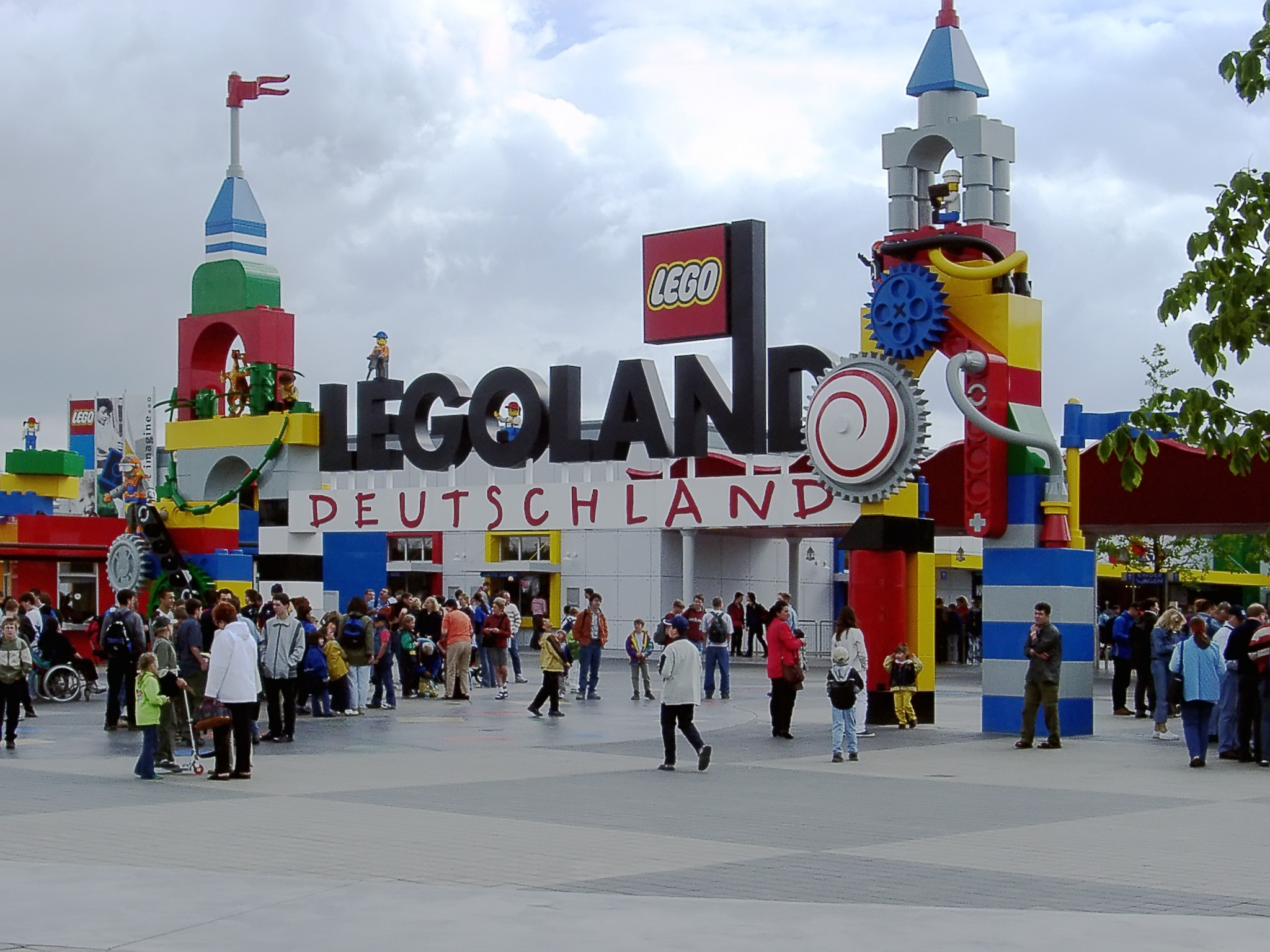
Entrée du parc Legoland Allemagne

Les parcs Legoland sont un groupe de neuf parcs à thèmes créés par la société Lego et consacrés à l'univers des jouets de marque Lego et Duplo. Tous présentent — entre autres — une zone Miniland : un parc de miniatures composé de reproductions de monuments, cathédrales, quartiers d'une ville, animaux en « briques ». Ce sont de véritables mondes miniaturisés. Le terme Lego est dérivé du danois Leg godt qui signifie « joue bien ».
Après des années de pertes financières, la société Lego a dû céder en août 2005 la majorité de ses parts dans Legoland à la société Ameworland. La marque Lego continue de posséder 30 % de la société. En 2005, le Blackstone Group achète une part majoritaire de la division Legoland. Celle-ci est donc depuis lors dans le giron de Merlin Entertainments, détenu en majorité par le fonds d'investissements Blackstone Group.
Certaines zones des parcs sont souvent reproduites dans les différents Legoland; telles que The Beginning ou Entrance Area, Miniland, Legoredo Town, Imagination Zone ou Imagination Centre, Knights' Kingdom ou Castle Hill, DUPLO Land ou DUPLO Village, Pirate Land ou Pirate Shores ou Pirates Landing ou Pirates Cove, LEGO City, Dino Island, Fun Town, Adventure Land ou Land of adventure, LEGO X-Treme, Traffic, Kingdom of The Pharaohs, Land of The Vikings.

## Les parcs d'attractions Legoland

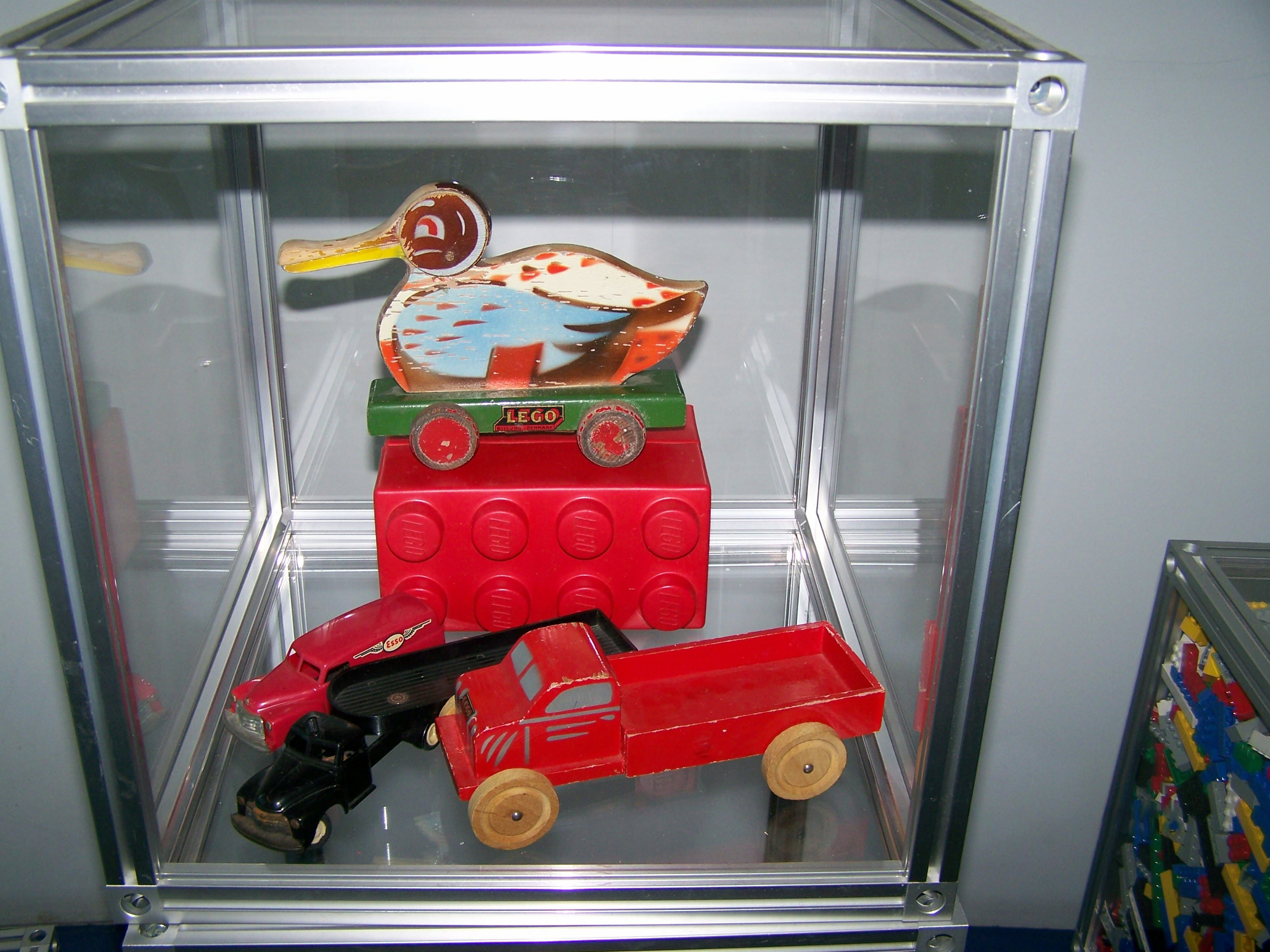
Creation Centre, Legoland Windsor.

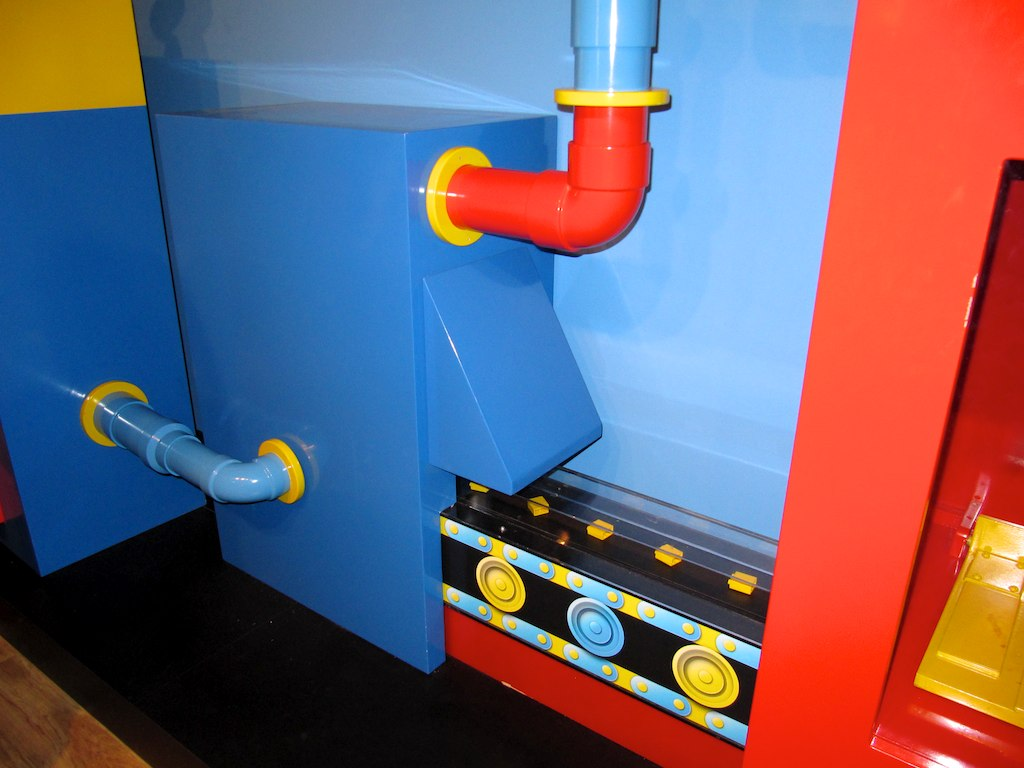
Lego Factory, Legoland Florida.

- Legoland Billund, au Danemark, est le premier parc Legoland (1968). Il se trouve près du siège de l'entreprise Lego.
- Legoland Windsor, au Royaume-Uni, situé à Windsor à l'ouest de Londres, ouvert en 1996.
- Legoland California, aux États-Unis, situé à Carlsbad au nord de San Diego, ouvert en 1999.
- Legoland Deutschland, en Allemagne, situé à Günzburg (Bavière), ouvert en 2002.
- Legoland Florida, aux États-Unis, situé à Winter Haven dans le comté de Polk, ouvert en 2011.
- Legoland Malaysia, en Malaisie, situé dans l'état de Johor à l'ouest de la ville de Johor Bahru, ouvert en 2012.
- Legoland Dubaï, à Dubaï, aux Émirats arabes unis, ouvert en 2016.
- Legoland Japan, à Nagoya, Chūbu, au Japon, ouvert en 2017[1] ;
- Legoland New York, aux États-Unis, à Goshen au nord-ouest de New York ouvert en 2020[2] ;
- Legoland Korea, à Chuncheon, Gangwon, Corée du Sud, ouvert en 2022.

Plusieurs nouveaux parcs Legoland devraient voir le jour d'ici quelques années :
- L'ouverture de Legoland Shanghai à Shanghai, Chine était initialement prévue en 2022[3]. Elle a toutefois été retardée jusqu'en 2025[4].
- L'ouverture de Legoland Sichuan est prévue à Meishan, près de Chengdu, Chine en 2025[2].

Projet abandonné :
- Legoland Benelux devait voir le jour en 2027 à Charleroi (Belgique), sur l'ancien site industriel de Caterpillar. Un protocole d'accord non contraignant avait été signé entre Merlin Entertainments, la Région wallonne et l'autorité fédérale en août 2022[5]. Cependant, le projet est abandonné le 24 mars 2023[6], à la suite d'un changement de stratégie du groupe Merlin[7].

## Fréquentation et rentabilité

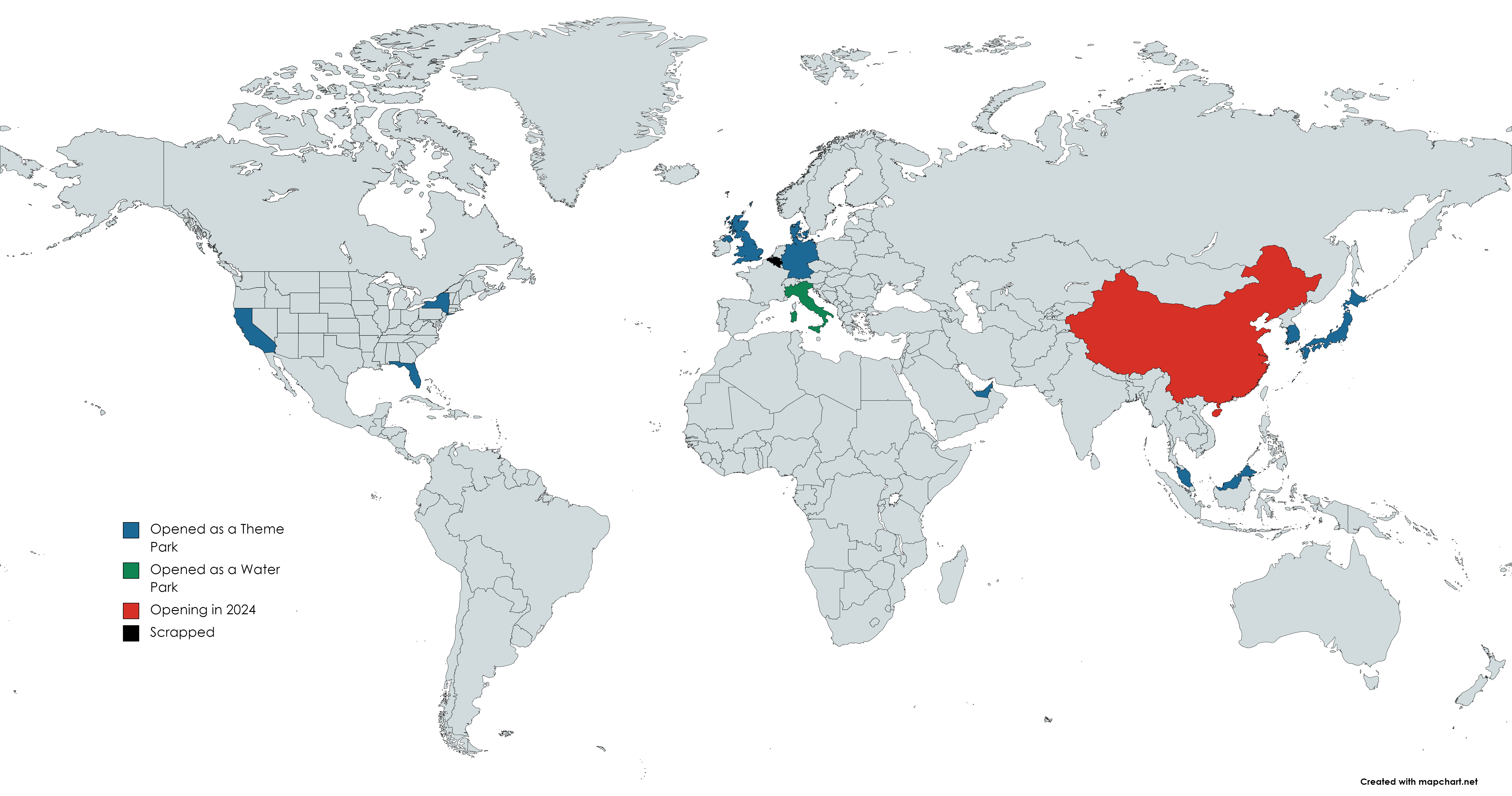
Mapmonde avec les Legoland ouverts en 2023.

Legoland California accueille approximativement 1,4 million de visiteurs par an et Legoland Deutschland est le quatrième parc de loisirs allemand avec 1,3 million de visiteurs annuels. Legoland Windsor a reçu 1,9 million de visiteurs en 2009, faisant de ce parc le 11e plus visité d'Europe et Legoland Billund avec ses 1,65 million de visiteurs en 2009 devient le 15e plus visité d'Europe.
Malgré leur succès, les parcs n'étaient pas assez rentables. En juin 2005, 70 % du groupe fut vendu à Blackstone Group qui détient Merlin Entertainments, qui gère désormais les parcs. le groupe Lego possède encore 30 % de la société.

## Autres licences Lego
Outre les huit parcs à thèmes Legoland, il existe plusieurs centres d'attractions et de découvertes Legoland Discovery Centre ainsi que cinq parcs aquatiques : 
- Legoland Discovery Centre installé sur la Potsdamer Platz de Berlin, en Allemagne.
- Legoland Discovery Centre à Schaumburg à Chicago, aux États-Unis.
- Legoland Discovery Centre à Trafford Center à Manchester, au Royaume-Uni.
- Legoland Discovery Centre à Fort Worth à Dallas, aux États-Unis.
- Legoland Discovery Centre à Atlanta, aux États-Unis.
- Legoland Discovery Centre à Kansas City, aux États-Unis.
- Legoland Discovery Centre à Odaiba à Tokyo, au Japon.
- Legoland Discovery Centre à Toronto, au Canada.
- Legoland Discovery Centre à Oberhausen, en Allemagne.
- Legoland Discovery Centre à Westchester, aux États-Unis.
- Legoland Discovery Centre à Boston, aux États-Unis.
- Legoland Discovery Centre à Istanbul, en Turquie.
- Legoland Water Park à Carlsbad aux États-Unis.
- Legoland Water Park à Winter Haven aux États-Unis.
- Legoland Water Park dans l'état de Johor en Malaisie.
- Legoland Water Park à Dubaï aux Émirats arabes unis.
- Legoland Water Park à Peschiera del Garda au sein du parc Gardaland en Italie[12],[13],[14].